# كوكاتيل قرفي
كوكاتيل قرفي أو ببغاء الكروان القرفي أو طفرة لون القرفة في الكوكاتيل أو كوكاتيل السينامون (بالإنجليزية: {{{1}}})‏ Cinnamon cockatiel أو كوكاتيل الإيزابيل (بالإنجليزية: {{{1}}})‏ Isabelle Cockatiel، وهي طفرة لونية لدى طائر ببغاء الكروان، وهي طفرة لونية متنحية مرتبطة بالجنس من الطفرات الجينية لألوان الكوكاتيل. وهي طفرة تفتقد اللون الرمادي إلى اللون الرمادي البارد إلى لون القرفة المائل إلى البني، وقد وجدت بعد تزاوج مسترسل ومشترك بين الكوكاتيل الرمادي العادي والعديد من الطفرات من الألوان الأخرى.

## أصل التسمية
وقد تسمى هذا النوع من الطفرات الجينية لألوان الكوكاتيل بالقرفي نسبة إلى لون القرفة.

## الميزات
ببغاء الكروان القرفي هو قريب الشبه جداً بالرمادي العادي ولكن مع بعض المناطق البنية، وعادة ذكور القرفة تكون بوجه أصفر مشرق، وخدود برتقالية مشرقة، ونوع القرفة في العادة يكون ذيله مزيجا من ألوان الأصفر والأبيض.

## الوزن والحجم
قي هذا النوع من الطيور لا يختلف عن الأنواع الأخرى من حيث الحجم والوزن وغالبا ما يكون إلى ما يصل 12 بوصة (30 سم) ووزن 3 إلى 4 أوقية.

## الفروق الجنسية
عند طائر ببغاء الكروان القرفي، يكون اللون الأصفر على الوجه أكثر وضوحا لدى الذكر، ولدى الأنثى في الغالب نكون مسحة رمادي طفيفة على الخدود.
إضافى إلى ما سبق هناك الفروق العامة بين ذكر وأنثى ببغاء الكروان، فالذكر أكثر تحركا وتغريدا والأكثر اندماجا مع صاحبه. بينما الأنثى تبقى أكثر تحفظا من الذكر.
عموما الفرق بين ذكر وأنثى الكوكاتيل مظهريا هو غير ملحوظ تقريبا لدى غير المتخصصين. إلا في كوكاتيل الرمادي العادي وهو لون الكوكاتيل الغالب في البرية، وهناك اختبار الحمض النووي الريبوزي المنقوص الأكسجين يكون أفضل رهان وجزما لمعرفة ما نوع الجنس.

## الصوت
نفس صفات التغريدة لنفس الجنس

## وصلات خارجية
- منتدى قسم هواة تربية الكروان (كوكاتيل)
- Martin Rasek's cockatiel genetic calculator
- Inte Onsman's MUTAVI Research & Advice Group
- National Cockatiel Society